# Station Brzoza Toruńska
Station Brzoza Toruńska is een spoorwegstation in de Poolse plaats Brzoza.